# Aéroport international Hosea Kutako de Windhoek
L'aéroport international Hosea Kutako de Windhoek, anciennement "JG Strijdom" (code IATA : WDH • code OACI : FYWH) est un aéroport domestique et international desservant la ville de Windhoek, capitale de la république de Namibie depuis son indépendance en 1990 après avoir été celle du Sud-Ouest africain.

## Situation
L'aéroport est situé à 42 km à l'est de la ville.
| Katima Mulilo Lüderitz Ondangwa Oranjemund Rundu Walvis Bay Windhoek-Eros Windhoek-H. Kutako |

## Galerie

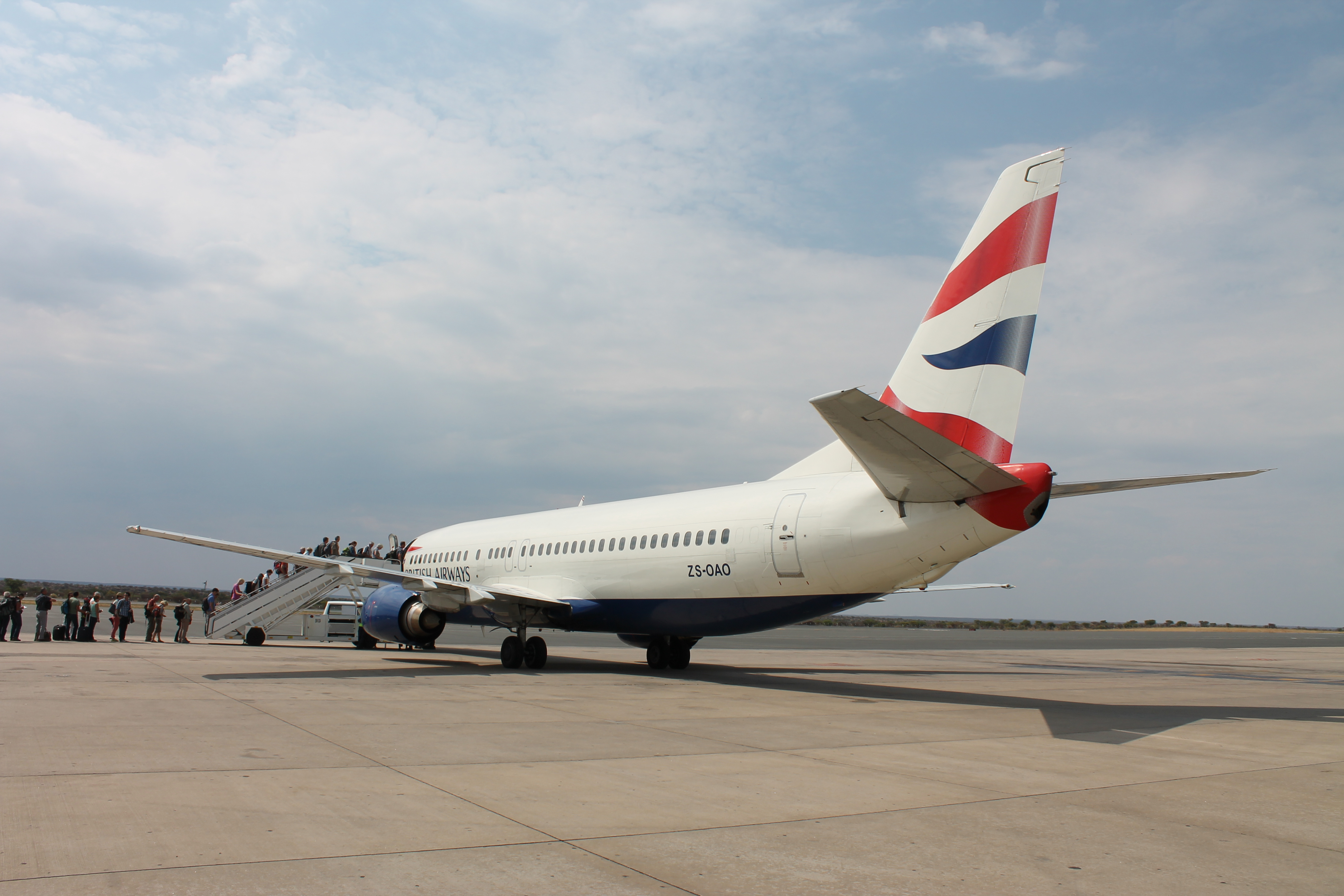
Comair Boeing 737-400 en 2013
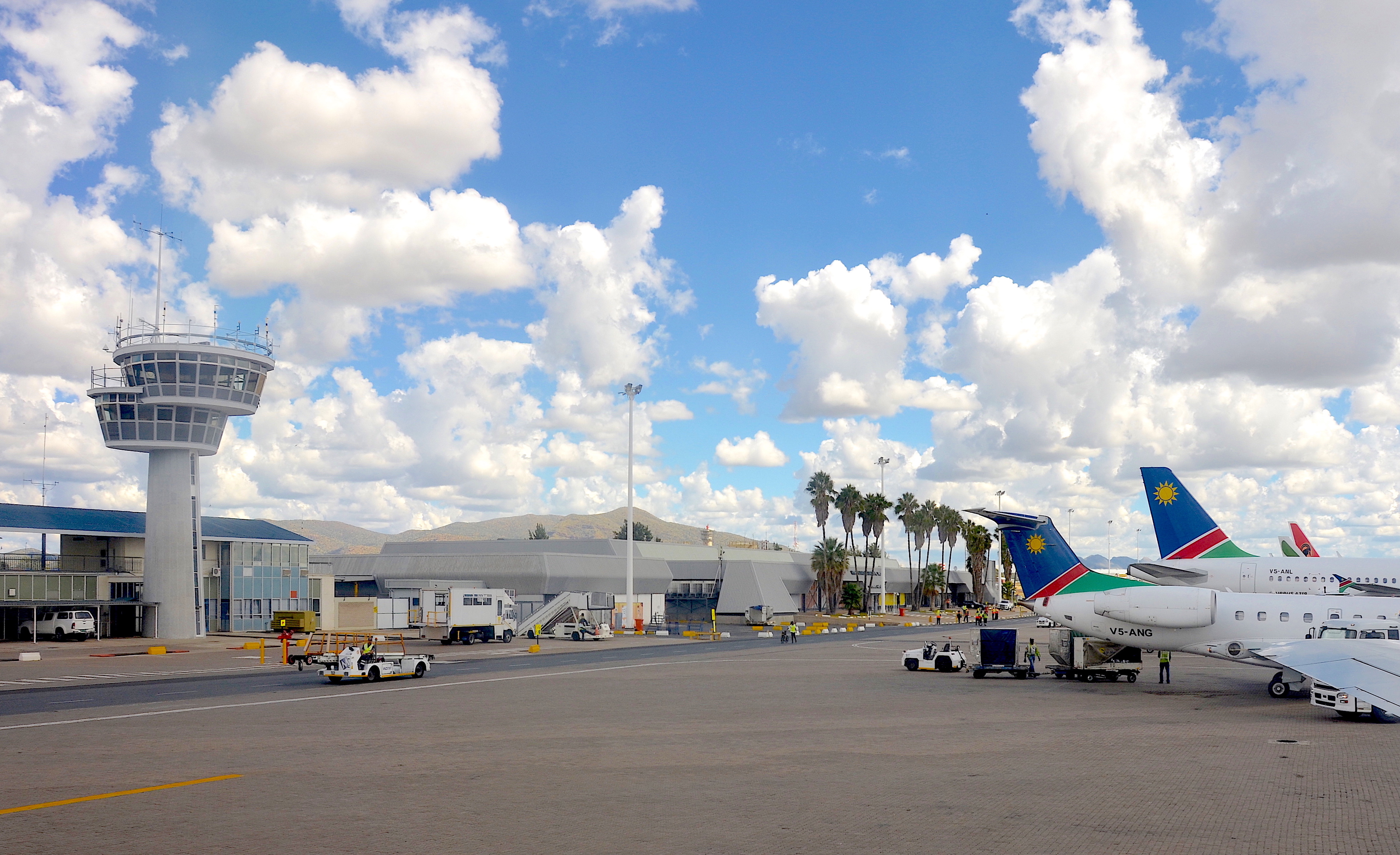
Aéronefs sur le tarmac en 2017.
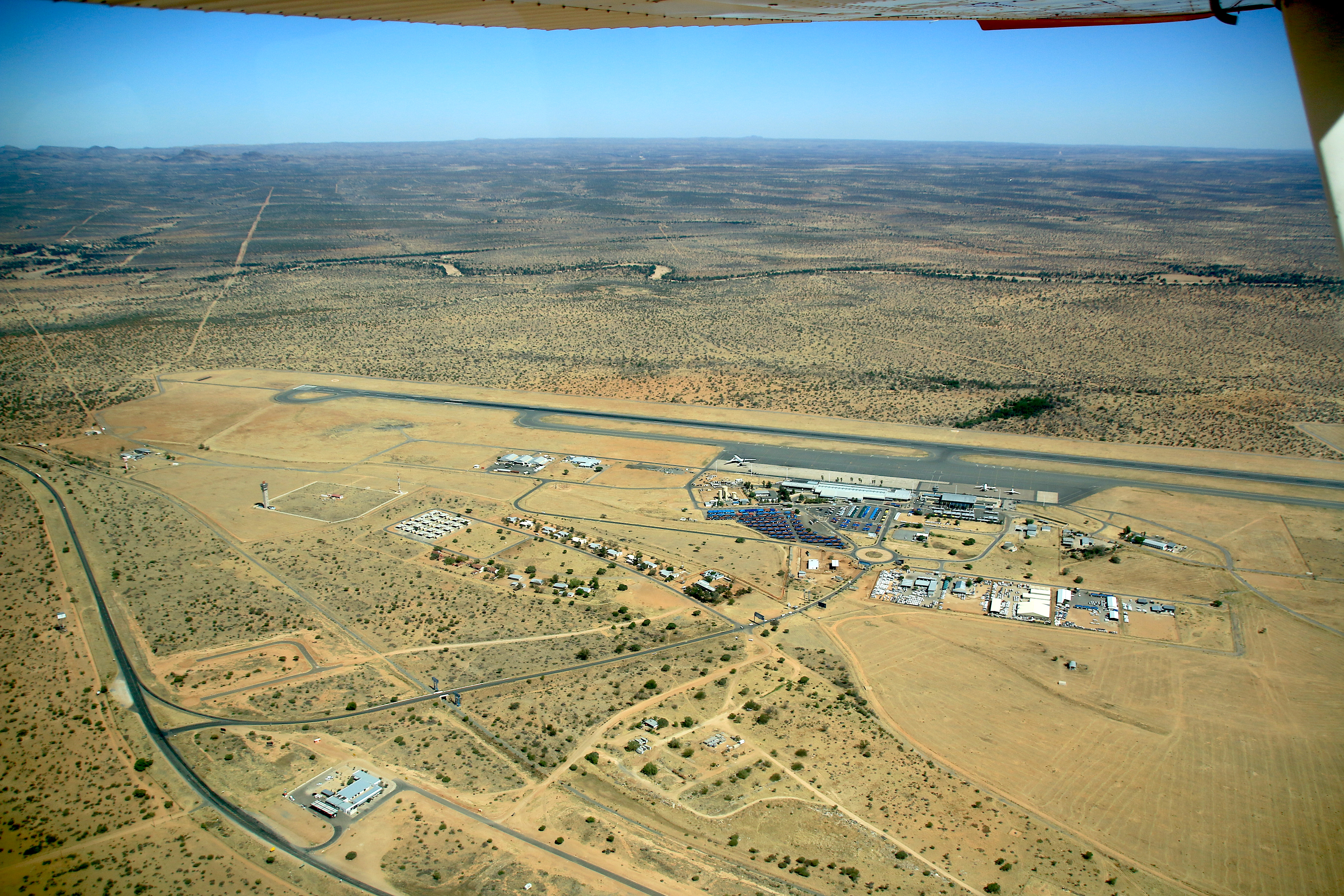
Vue aérienne de l'aéroport.
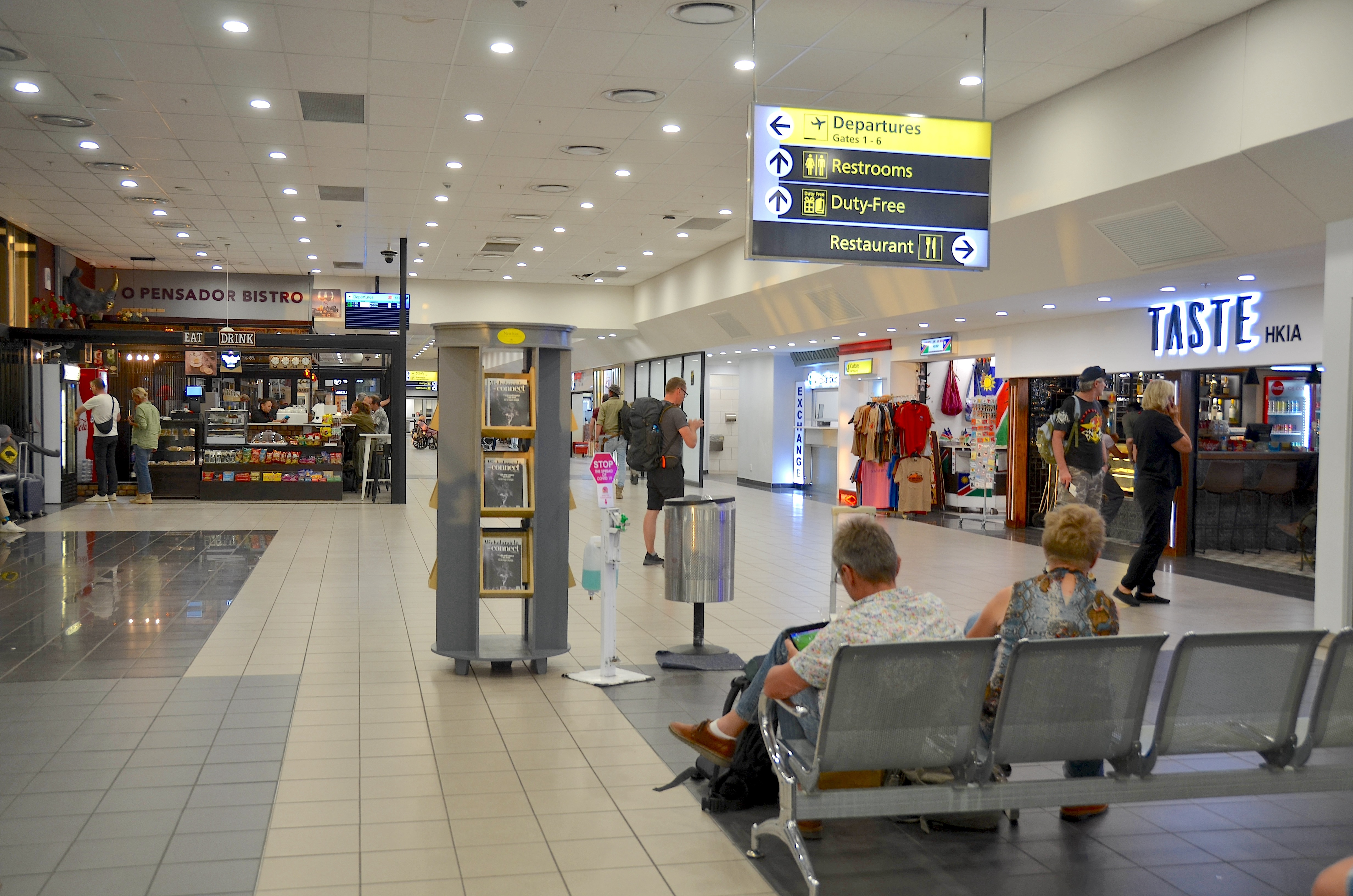
Le hall des départs.
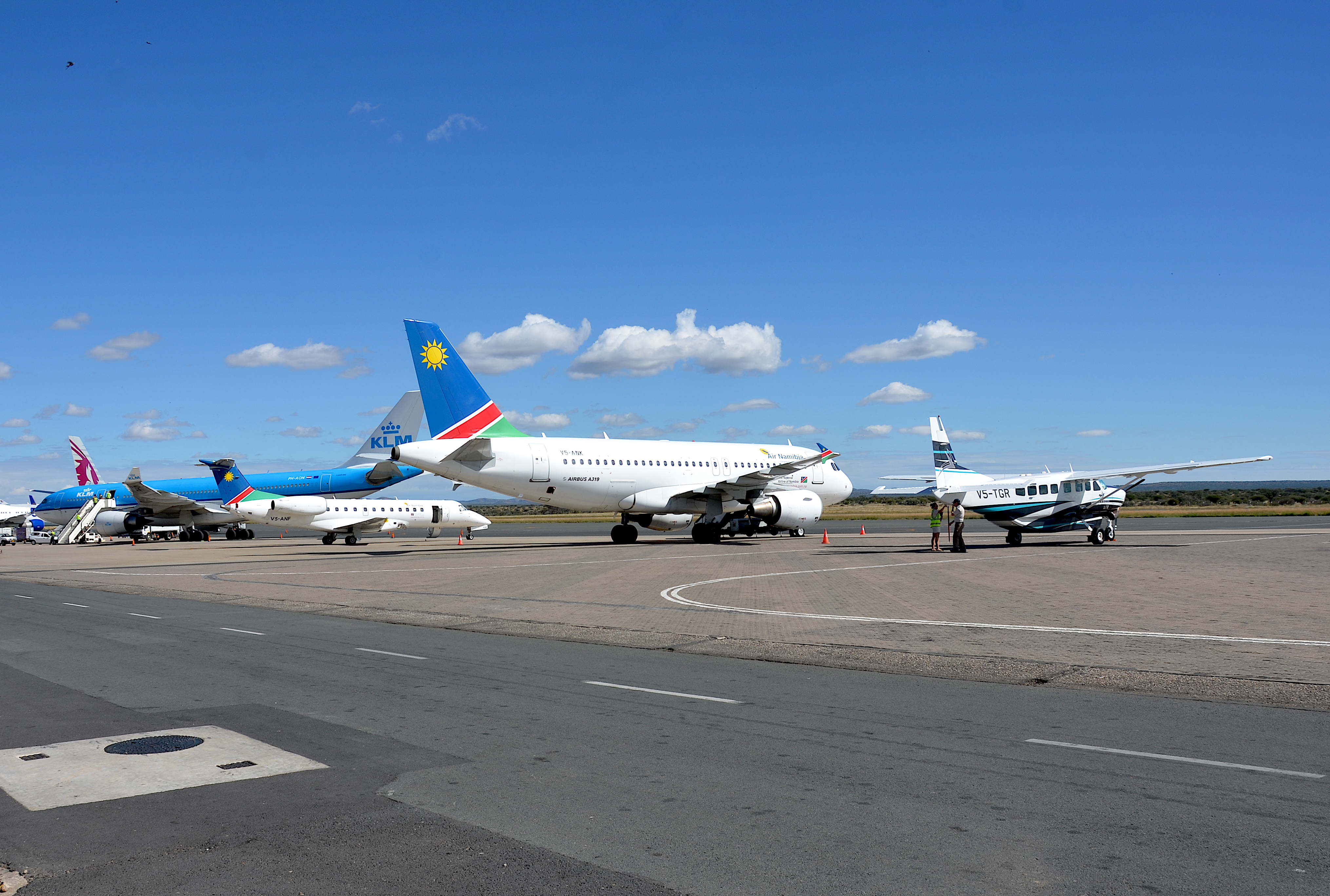

## Statistiques
Pour des raisons techniques, il est temporairement impossible d'afficher le graphique qui aurait dû être présenté ici.

Voir la requête brute et les sources sur Wikidata.

## Compagnies et destinations
| Compagnies            | Destinations                                                          |
| --------------------- | --------------------------------------------------------------------- |
| Airlink               | Johannesbourg OR Tambo, Le Cap                                        |
| Discover Airlines     | Francfort En saison: Victoria Falls                                   |
| Ethiopian Airlines    | Addis-Abeba Bole                                                      |
| FlyNamibia            | Le Cap, Victoria Falls, Walvis Bay                                    |
| FlyNamibia Safari     | Etosha, Mokuti Lodge (en), Sossusvlei, Swakopmund (en), Twyfelfontein |
| Qatar Airways         | Doha-Hamad                                                            |
| South African Airways | Johannesbourg OR Tambo                                                |
| TAAG Angola Airlines  | Luanda-Quatro de Fevereiro, Lubango                                   |

## Incidents et accidents
- 20 avril 1968 : le vol 228 South African Airways s'écrase peu après son décollage de Windhoek, une escale lors du trajet Johannesbourg - Londres. Les pilotes ne se seraient pas rendu compte que la puissance des moteurs était trop basse et que le Boeing 707 perdait de l'altitude. L'accident fait 123 victimes sur les 128 personnes présentes à bord.